# C.R.A.Z.Y.
Pour les articles homonymes, voir Crazy.
Pour plus de détails, voir Fiche technique et Distribution.
C.R.A.Z.Y. est un film québécois réalisé par Jean-Marc Vallée, sorti en 2005. Le titre du film correspond à la première lettre des prénoms de la fratrie dans l'ordre de naissance (Christian, Raymond, Antoine, Zachary et Yvan). Cela renvoie également à la chanson Crazy de Patsy Cline, l'une des chansons préférées du père de famille.
Salué par la critique, le film a rencontré un très grand succès d'audience, tant au Canada qu'à l'étranger.
De 2015 à 2021, à cause des droits musicaux des nombreuses chansons du film achetés que pour dix ans, C.R.A.Z.Y. ne pouvait plus être diffusé à la télévision et n'était pas accessible sur les plateformes de visionnement en ligne. En octobre 2021, une renégociation des droits permet au film d'être distribué à nouveau.

## Synopsis
Zachary Beaulieu naît le jour de Noël 1960. Cela laisse présager — selon sa mère Laurianne — un avenir prometteur pour le quatrième fils de cette famille, dans un Québec où la religion occupe une grande place dans la vie de tous les jours. Le père, Gervais, est fier d'avoir encore un garçon. Il explique le fait d'avoir eu cinq garçons (Christian, Raymond, Antoine, Zac et Yvan) par son « surplus d'hormones mâles » et qui estime que l'homosexualité est un choix qui coupe du bonheur. Comme adolescent, Zack grandit dans les années 1970 et tente de se définir. Il doit composer avec une crise d'identité sexuelle émergente et le désir intense qu'il a de plaire à un père bouillant et intransigeant qu'il adore par-dessus tout.
Gervais, grand amateur de musique, notamment de Charles Aznavour et Patsy Cline, et de Chrysler, se rend compte que Zac à des tendances homosexuelles. Gervais est alors pris entre l'envie de le réprimander et celle de créer des liens avec lui et de lui montrer « des choses de gars ». Selon la « psychologue » femme que l'emmène voir sa mère pour « diagnostiquer sa maladie », il possède des « dons » dus à sa date d'anniversaire commune avec Jésus. Il est donc absolument spécial, selon lui et sa famille. C'est pourquoi il essaye à plusieurs reprises de se « guérir » par diverses actions. Zac va également avoir des relations compliquées avec ses frères[Quoi ?], surtout avec l'aîné Raymond, qui connaît des problèmes avec la drogue.

## Fiche technique
- Titre original : C.R.A.Z.Y.
- Réalisation : Jean-Marc Vallée
- Scénario : Jean-Marc Vallée et François Boulay
- Photographie : Pierre Mignot
- Décors : Patrice Bricault-Vermette
- Costumes : Ginette Magny
- Montage : Paul Jutras
- Producteurs : Pierre Even, Jean-Marc Vallée
- Sociétés de production : Cirrus Communications, CRAZY Films
- Sociétés de distribution : TVA Films (Canada) ; Océan Films (France) ; Films Distribution (monde)
- Budget : 6,5 millions de dollars[3]
- Format : Couleurs - 1,85:1 - Dolby Digital - 35 mm
- Pays de production :  Canada
- Langues originales : français québécois[4], quelques mots en anglais
- Genre : comédie dramatique, récit initiatique
- Durée : 127 minutes
- Dates de sortie :
  - Québec : 27 mai 2005
  - France : 23 novembre 2005 (semaine du film québécois à Paris)
  - France : 3 mai 2006

## Distribution
- Marc-André Grondin : Zachary Beaulieu
- Michel Côté : Gervais Beaulieu, le père
- Danielle Proulx : Laurianne Beaulieu, la mère
- Émile Vallée : Zachary Beaulieu 6 à 8 ans
- Pierre-Luc Brillant : Raymond Beaulieu 22 à 28 ans
- Antoine Côté-Potvin : Raymond Beaulieu 13 à 15 ans
- Emmanuel Raymond : Raymond Beaulieu enfant
- Maxime Tremblay : Christian Beaulieu 24 à 30 ans
- Jean-Alexandre Létourneau : Christian Beaulieu 15 à 17 ans
- Charles-Édouard Tanguay : Christian Beaulieu enfant
- Alex Gravel : Antoine Beaulieu 21 à 27 ans
- Sébastien Blouin : Antoine Beaulieu 12 à 14 ans
- Émile Gagnon-Girard : Antoine Beaulieu enfant
- Felix-Antoine Despatie : Yvan Beaulieu
- Gabriel Lalancette :  Yvan Beaulieu 8 à 9 ans
- Natasha Thompson : Michelle 15 à 22 ans
- Marie-Michelle Duchesne : Michelle enfant
- Marie Yong Godbout-Turgeon : Minh
- Johanne Lebrun : Doris
- Mariloup Wolfe : Brigitte 15 à 20 ans
- Élizabeth Adam : Brigitte enfant
- Francis Ducharme : Paul
- Hélène Grégoire : Madame Chose
- Michel Laperrière : le psychothérapeute
- Jean-Louis Roux : le prêtre
- Claude Gagnon : le narrateur
- Jean-Marc Vallée : le prêtre qui célèbre les funérailles de Raymond (caméo)

## Production
Le scénario s'inspire en partie de la vie de François Boulay, qui le coécrit avec Jean-Marc Vallée. Ce dernier s'inspire par ailleurs de sa personnalité pour le personnage de Zac. Le réalisateur explique pourquoi il a voulu écrire ce scénario, qu'il a développé pendant près de 10 ans :

« Comme j'approchais les 40 ans et que je n'étais toujours pas satisfait, je me suis mis à écrire le scénario dont je rêvais, pour me combler en tant qu'homme et cinéaste. J'ai beaucoup pensé à Frank Capra et à son film La Vie est belle. Ils sont plutôt rares les films qui me procurent cette sensation de bonheur intense, mais il y en a toujours quelques-uns, chaque année, qui me rappellent aussi que c'est le genre de films que j'aimerais faire, que je dois faire, ne serait-ce qu'une seule fois dans mon humble carrière. Dans mon esprit, j'ai réalisé C.R.A.Z.Y. en espérant qu'il puisse provoquer le même effet car j'aimerais que l'on puisse sortir de mon film et retrouver cette petite étincelle de lucidité qui permet de voir la vie comme elle devrait toujours nous apparaître : belle. J'ose croire que C.R.A.Z.Y. est celui-là ou l'un de ceux-là. »

— Jean-Marc Vallée
Le tournage débute en avril 2004, et a un temps été arrêté pour manque de budget. Michel Côté a personnellement investi dans le film pour continuer le tournage. La maison familiale se situe en réalité à Montréal-Nord, au 11924, Avenue Salk. Les scènes d'église (Noël, funérailles de Raymond) ont été tournées dans l'église du Très-Saint-Nom-de-Jésus, une église catholique située rue Adam, dans le quartier Maisonneuve de l'arrondissement Mercier–Hochelaga-Maisonneuve à Montréal. Les scènes à Jérusalem, à Tel-Aviv et dans le désert ont été tournées à Essaouira au Maroc, dans des dunes de sables situées à moins d'un kilomètre de la ville[réf. nécessaire].

## Thèmes

### L’influence du milieu familial dans la quête identitaire de Zac
La dynamique familiale chez les Beaulieu incarne celle d’un ménage conservateur typique québécois des années 60. Bien que la mise en scène dévoile le contexte dans lequel se situe le long-métrage, une omission explicite avec le territoire québécois est cernée, comme soulevé par Maxime Blanchard, “ce film qui se déroule du début de la Révolution tranquille aux lendemains du premier référendum sur la souveraineté, période faste et forte du politique, ne prononce cependant pas une seule fois le mot de “Québec””. Au fil des 20 ans sur lesquels se déroule le film, certains thèmes sont représentés de manières différentes en fonction des étapes du développement identitaire de Zac. Trois parties distinctes de sa vie sont représentées dans le film, soit l’enfance, l’adolescence ainsi que l'âge adulte.

### Relation entre la religion et l'identité sexuelle
Le thème de la religion catholique ainsi que la place de la foi dans le quotidien de Zac est omniprésent et constitue un fil conducteur qui unit les étapes de son développement. Vallée décrit lui-même C.R.A.Z.Y comme un “film-prière”. Ayant eu une enfance immergé dans le catholicisme, Zac se tourne vers Dieu et la prière à toutes les étapes de sa vie lorsqu’il cherche un réconfort face à sa crise identitaire, face à son homosexualité, même si celui-ci se considère par moments athée.
Lors de son enfance, alors qu’il se fait lancer des insultes de nature homophobes par ses proches qui suspectent que Zac présente des “comportements homosexuels”, ce dernier se retourne vers la prière en suppliant le  “p’tit Jésus” de ne pas le laisser être gay. Il passe une enfance marquée par sa proximité avec le catholicisme puisque Madame Chose lui dit qu’il possède des “dons” qui lui ont été donnés par Dieu pour ordonner de guérir les autres. Il devient donc la référence pour sa famille en termes de proximité avec l'au-delà. La relation entre Zac et son père devient  tendue lorsque ce dernier témoigne des comportements plus “féminins” de son fils. La relation avec sa mère Laurianne, est tout le contraire:  “Syncrétisme de catholicisme et de superstitions, ardent mélange d’amour et de charité chrétienne, la théologie maternelle libère Zac." Il trouve une certaine validation dans cet amour.
À l’adolescence, Zac rejette catégoriquement son appartenance à l’Église catholique et se considère maintenant athée. Il repousse sa proximité à Dieu par l’entremise de ses “dons”.Vivant avec un grand sentiment de rejet de la part de sa famille et de culpabilité face à son identité sexuelle, Zac effectue plusieurs actes téméraires en raison de son désespoir et de son mal être. “Zac va préférer défier la mort plutôt que d'assumer sa différence. Mais, chaque fois, la mort va le rejeter. Son temps n'est pas encore venu." Vallée indique que Zac trouve continuellement une forme de réconfort et d'approbation de la part de l’au-delà, en demandant à Dieu de venir le chercher si ce qu’il veut. En survivant toujours à ses tentatives, il a une certaine impression d’être accepté, considérant qu’il a eu “droit à la vie”.
Tout au long du film, peu importe la relation de Zac avec sa foi, la religion est toujours subtilement présente. Zac trouve refuge dans la musique alors qu’il est en questionnement identitaire. Alors qu’il tente de plaire à son père, qu’il affectionne beaucoup, en “faisant des choses de gars” il se retourne vers la musique rock. La trame sonore du film et le choix des chansons reflètent son état d’esprit: “Shine on You de Pink Floyd est une prière. De même que la chanson de David Bowie, Space Oddity. Et lorsque Zac chante cette chanson, les paroles de Bowie résonnent en lui comme une prière. J'ai utilisé Sympathie for the Devil des Stones et The Messiah Will Come Again de Roy Buchanan avec le même objectif, ce sont deux chansons rock prières. Pour moi, la musique sert à évoquer les choses sans les dire de façon directe". Vallée souligne les détails  judicieusement placés pour exprimer l’état d’esprit de Zac. Plusieurs scènes filmées lors de messes permettent d’illustrer l’état de la foi de Zac et de l’acceptation qu’il aimerait ressentir. Lors de la messe de minuit, Zac s’imagine léviter et que tous chantent en cœur en le regardant. D’autres aspects subtiles comme l’éclairage renvoient à une connotation religieuse, Vallée affirme: “Je l'ai traité comme un personnage spécial, souvent filmé en back light créant ainsi des auras de lumière autour de lui.”
À l’âge adulte, Zac annonce sa sexualité ouvertement à son père Gervais, ce qui engendre pour ce dernier  un reniement vis à vis de son fils. En quête de sens à son existence, Zac part en voyage. “Il va à Jérusalem! Il y va parce que sa mère en a rêvé toute sa vie. Un rêve que Zac a partagé avec elle. Il fait plaisir à sa mère. Mais, en même temps, il ne peut échapper à ses désirs et, une fois à Jérusalem, il cherche la compagnie des hommes.” Ce moment représente l'apogée entre la conciliation des identités de Zac. Jérusalem représente non seulement le territoire le plus significatif dans le catholicisme, mais aussi pour Zac, une certaine proximité avec sa mère qui lui amène un réconfort. De l’autre côté, Zac se permet de vivre son homosexualité à Jerusalem  avec un étranger. Cette acceptation de soi à Jérusalem permet à Zac de concilier les facettes de lui qui lui semblaient autrefois antagonistes, soit l’acceptation de la famille, de sa spiritualité et de son homosexualité.

## Musique
L'univers musical occupe une place importante dans l'esthétique même du film. Sur un budget total de 6,5 millions de dollars, 600 000$ sont consacrés à la libération des droits musicaux. Vallée choisi de couper une partie de son propre salaire pour gonfler le budget associé à la trame sonore.
Quelques pièces musicales qui sont intégrées à la mise en scène :
- Back In Baby's Arms, I Fall To Pieces, Crazy de Patsy Cline
- Emmenez-moi et Hier encore de Charles Aznavour
- White Rabbit de Jefferson Airplane
- Shine On You Crazy Diamond et The Great Gig in the Sky de Pink Floyd
- Space Oddity de David Bowie
- From Here to Eternity de Giorgio Moroder
- Sympathy for the Devil des Rolling Stones
- The Messiah Will Come Again de Roy Buchanan
- 10:15 Saturday Night de The Cure
- Dell'elisir mirabile, extrait de L'elisir d'amore (L'Élixir d'amour), opéra de Gaetano Donizetti, acte II, V partie
- Tout écartillé de Robert Charlebois
- Brother Louie de The Stories
- L'enfant au tambour avec Ginette Reno

## Accueil

### Box-office
C.R.A.Z.Y. est le film québécois qui a compté le plus d'entrées en salle au Québec pendant l'année 2005. On estime qu'un peu plus d'un Québécois sur huit l'a vu en salle. Uniquement au Québec, le box-office s'est élevé à plus de 6 millions de dollars canadiens, soit presque la totalité du budget du film[réf. nécessaire].
En France, on compte plus de 400 000 entrées, ce qui en fait un des films québécois les plus populaires à avoir jamais été sur les écrans en France. Sorti dans plus de 40 pays, le film a dépassé les 10 millions de dollars de recettes, ce qui en fait un des plus grands succès du cinéma québécois.

## Distinctions
- Il a reçu le prix du meilleur film canadien au Festival international du film de Toronto.
- Au Festival international du film de Gijón, en Espagne, il a remporté quatre prix, dont celui du meilleur réalisateur (pour plus de détails, voir ).
- Il a remporté le prix du jury au cinquième Festival international du film de Marrakech (Maroc).
- En novembre 2005, il remporta ex-æquo le prix du public au AFI Fest de Los Angeles
- En 2005, il a remporté quatre prix du Vancouver Film Critics Circle : Best Actor - Canadian Film: Marc-André Grondin ; Best Film - Canadian; Best Supporting Actor - Canadian Film: Michel Côté et Best Supporting Actress - Canadian Film: Danielle Proulx
- Le film représente le Canada en vue des nominations pour les Oscars 2006[16]. Il n'a cependant pas été sélectionné parmi les finalistes[17].

### Prix Génie
Le 13 mars 2006, CRAZY a remporté 11 prix (sur 12 nominations; toutes sauf "Meilleures images" où Pierre Mignot était candidat) aux Prix Génie, les prix du cinéma canadien.
- Meilleur film : Pierre Even, Jean-Marc Vallée
- Meilleure direction artistique : Patrice Vermette
- Meilleurs costumes : Ginette Magny
- Meilleure réalisation : Jean-Marc Vallée
- Meilleur montage : Paul Jutras
- Interprétation masculine dans un premier rôle : Michel Côté (il était en compétition avec un autre acteur de CRAZY : Marc-André Grondin, compétition pour laquelle Michel Côté s'était déclaré déçu ; il aurait préféré laisser sa place à Marc-André Grondin)
- Interprétation féminine dans un rôle de soutien : Danielle Proulx
- Meilleur son d'ensemble : Yvon Benoît, Daniel Bisson, Luc Boudrias, Bernard Gariépy Strobl
- Meilleur montage sonore : Martin Pinsonnault, Mira Mailhot, Simon Meilleur, Mireille Morin, Jean-François Sauvé
- Meilleur scénario : Jean-Marc Vallée

### Prix Jutra
À la soirée de la remise des prix Jutra tenue le 19 mars 2006, le film a raflé 14 trophées, et reçu une distinction supplémentaire : 
- Meilleur film
- Meilleure réalisation : Jean-Marc Vallée
- Meilleur acteur : Marc-André Grondin
- Meilleure actrice de soutien : Danielle Proulx
- Meilleur acteur de soutien : Michel Côté
- Meilleur scénario : Jean-Marc Vallée en collaboration avec François Boulay
- Meilleure direction de la photographie : Pierre Mignot
- Meilleure direction artistique
- Meilleur son
- Meilleur montage image
- Meilleurs costumes
- Meilleur maquillage
- Meilleure coiffure
- Film s'étant le plus illustré à l'extérieur du Québec
- Billet d'or